# Misión de las Naciones Unidas en la República Democrática del Congo
La Misión de las Naciones Unidas en la República Democrática del Congo (MONUSCO) es la misión de Fuerzas de Paz establecida por el Consejo de Seguridad de la Organización de las Naciones Unidas por medio de la resolución 1279 (30 de noviembre de 1999), con el fin de cooperar en el restablecimiento de la paz, después de la segunda guerra del Congo. 
Con sede en Kinshasa, capital de la República Democrática del Congo (RDC), desde el 11 de febrero de 2018 la Representante Especial del Secretario General, máxima responsable de la misión es la jurista argelina Leila Zerrougui.
La MONUSCO tiene por misión el apoyo para la plena aplicación del Acuerdo de 31 de diciembre para la celebración de elecciones, convocadas para el 23 de diciembre de 2018, la transferencia pacífica del poder y la consolidación de la estabilidad en el DRC. En su calidad de Representante Especial del Secretario General de las Naciones Unidas, Leila Zerrougui es la representante más importante de las Naciones Unidas en el país y tiene autoridad general sobre las actividades de las Naciones Unidas en la República Democrática del Congo.
La misión está compuesta por 15.775 militares (15.051 soldados y 724 observadores militares), 1.132 policías (más 950 observadores extranjeros), 1.995 civiles locales y 617 voluntarios. Ha sufrido 94 bajas desde su instauración (68 militares, 9 observadores militares, 1 policía, 8 observadores extranjeros y 8 locales).

## Personal y fuerzas

### Militares
Militares: 15.051 soldados (más de 1000 de la India, Pakistán, Uruguay, Bangladés, Sudáfrica y Nepal) y 724 observadores militares de 49 países.

#### África
- Argelia: 5 observadores
- Benín: 18 observadores
- Burkina Faso: 12 observadores
- Camerún: 1 observador
- Egipto: 19 observadores
- Ghana: 459 soldados y 22 observadores
- Kenia: 6 soldados y 34 observadores
- Malí: 25 observadores
- Malaui: 23 observadores
- Marruecos: 801 soldados y 4 observadores
- Mozambique: 1 observador
- Níger: 19 observadores
- Nigeria: 29 observadores
- Senegal: 459 soldados y 24 observadores
- Sudáfrica: 1.196 soldados y 16 observadores
- Túnez: 464 soldados y 24 observadores
- Zambia: 21 observadores

#### América
- Colombia: 10 observadores
- Bolivia: 218 soldados (replegados en 2009 cone el cierre de MONUC) y 5 observadores
- Canadá: 9 observadores
- Chile: 10 observadores
- Guatemala: 182 soldados de las fuerzas especiales Kaibil y 02 observadores
- México: 20 observadores
- Paraguay: 12 observadores
- Perú: 105 soldados (una compañía de ingeniería) y 5 observadores
- Uruguay: 1.524 soldados y 47 observadores

#### Asia
- Bangladés: 1.293 soldados y 24 observadores
- China: 218 soldados y 13 observadores
- India: 3.495 soldados y 40 observadores
- Indonesia: 175 soldados y 13 observadores
- Jordania: 27 observadores
- Malasia: 18 observadores
- Mongolia: 2 observadores
- Nepal: 1.119 soldados y 22 observadores
- Omán: 2 observadores
- Pakistán: 3.717 soldados y 41 observadores
- Filipinas: 2 observadores
- Sri Lanka: 2 observadores

#### Europa
- Bélgica: 7 observadores
- Bosnia y Herzegovina: 5 observadores
- República Checa: 3 observadores
- Dinamarca: 2 observadores
- Francia: 3 soldados y 3 observadores
- Irlanda: 3 observadores
- Polonia: 150 soldados y 3 observadores
- Portugal: 3 observadores
- Rumania: 22 observadores
- Rusia: 22 observadores
- Serbia: 6 soldados
- Suecia: 5 observadores
- Suiza: 2 observadores
- España: 2 observadores
- Reino Unido: 7 observadores
- Ucrania: 12 observadores

### Policía civil
Policía Civil (CIVPOL): 320 de 20 países:
- Argentina: 2
- Benín: 12
- Burkina Faso: 69
- Camerún: 24
- República Centroafricana: 8
- Chad: 6
- Costa de Marfil: 8
- Egipto: 13
- Francia: 10
- Guinea: 47
- Jordania: 5
- Madagascar: 3
- Malí: 7
- Níger: 37
- Nigeria: 3
- Portugal: 1
- Rumanía: 1
- Rusia: 6
- Senegal: 32
- Suecia: 6
- Turquía: 18
- Vanuatu: 2
- Yemen: 1

### Civiles
Empleados civiles, voluntarios de las Naciones Unidas y personal del Congo: 2.636
- Empleados internacionales: 816
- Voluntarios de la ONU: 482
- Congoleños: 1.338

## Dirección
Los Representantes Especiales del Secretario General en la MONUSCO han sido: 
- 2018- Leila Zerrougi
- 2015-18: Maman Sambo Sidikou
- 2013–15: Martin Kobler
- 2010–13: Roger A. Meece
- 2007–10: Alan Doss
- 2003–07: William L. Swing
- 2001–03: Amos Namanga Ngongi
- 1999–2001: Kamel Morjane

## Comandantes
- Mountaga Diallo : marzo de 2000 – enero de 2004
- Samaila Iliya : enero de 2004 – febrero de 2005
- Babacar Gaye : febrero de 2005 – julio de 2010
- Chander Prakash : julio de 2010 – marzo de 2013
- Carlos Alberto dos Santos Cruz : abril de 2013 – diciembre de 2015
- Tt Gen Derrick Mgwebi : diciembre de 2015 – enero de 2018
- Maj Gen Bernard Commins : desde enero de 2018.

## Abusos sexuales
El personal de la MONUC resultó involucrado en 140 casos de acusaciones de abuso de explotación sexual entre diciembre de 2004 y agosto de 2006. Se ha informado de nuevos casos especialmente entre 2008 y 2014. A pesar de la declaración sobre "tolerancia cero" algunas de las misiones de la ONU se han enfrentado a acusaciones similares, entre ellas las misiones de Eritrea, Burundi, Sudán, Liberia, en Costa de Marfil y República Centroafricana.